# Ron Bushy
Ron Bushy (Washington, 23 dicembre 1941 – Santa Monica, 29 agosto 2021) è stato un batterista e designer statunitense.
È stato il batterista degli Iron Butterfly.
Nel 1965 entrò a far parte dei neonati Iron Butterfly, nei quali rimase fino al 1971, fino a quando cioè la band si sciolse la prima volta. Rimarrà lontano dalla band fino al 1978, ma da lì in avanti sarà sempre presente nei momenti di attività della band stessa, fino alla sua morte.
Bushy è noto per il suo assolo nel brano In-A-Gadda-Da-Vida dotato di un caratteristico suono "tribale". Per ottenere il peculiare suono della batteria, nell'assolo Bushy tolse le pelli inferiori dei suoi tom. Le tracce di batteria furono in seguito sottoposte al Flanging.
È stato inoltre abile nelle arti grafiche: ha realizzato infatti molti dei loghi e delle illustrazioni presenti sul merchandising degli Iron Butterfly.

## Discografia

### Con gli Iron Butterfly

#### Album in studio
- 1968 - Heavy
- 1968 - In-A-Gadda-Da-Vida
- 1969 - Ball
- 1970 - Metamorphosis
- 1974 - Scorching Beauty
- 1975 - Sun and Steel

#### Live
- 1969 - Live

#### Raccolte
- 1971 - Evolution: The Best of Iron Butterfly
- 1973 - Star Collection
- 1993 - Light & Heavy: The Best of Iron Butterfly
- 1988 - Rare Flight